# مكتب الأردن الاقتصادي والتجاري
مكتب الاقتصاد والتجارة الأردني، واشنطن العاصمة هو القسم الاقتصادي في سفارة الأردن، في واشنطن العاصمة، وقد أنشئ المكتب في عام 1999 قبل توقيع اتفاقية التجارة الحرة بين الأردن والولايات المتحدة في عام 2000.
يوفر البنك المركزي الأوروبي منبرا للشركات الأمريكية لتحقيق الاستفادة القصوى من الفرص الاقتصادية في الأردن. إنها تعزز وضع الأردن في الشرق الأوسط للاستثمار الأجنبي. بالإضافة إلى توفير الأخبار حول العلاقات الأردنية الأمريكية، والسياسات والقوانين والصفقات التجارية الأخيرة ذات الصلة، يوفر المكتب للشركات والمستثمرين المحتملين معلومات حول البرامج الحكومية التي تسهل وتشجع العلاقات الاقتصادية بين الأردن والولايات المتحدة. وتشمل هذه تفاصيل اتفاقاتها التجارية، والترتيبات الاقتصادية من خلال «مناطق» خاصة، ومبادئ توجيهية بشأن الصادرات والواردات، وكذلك معلومات عن القطاعات النامية في البلاد.
خدمات
يوفر البنك المركزي الأوروبي المعلومات والدعم والمساعدة في المجالات التالية:
```
 تحديد الشركاء التجاريين والاستثماريين في الولايات المتحدة والأردن
 لوجستيات تصدير واستيراد
 تأسيس الشركات والمشاريع المشتركة
 التوفيق بين رجال الأعمال
 تنسيق زيارات موقع الشركة للمستثمرين المحتملين
 أحداث التجارة والاستثمار
 تقديم معلومات عن الاقتصاد الأردني
 أحداث التجارة والاستثمار
```

العلاقات الاقتصادية بين الأردن والولايات المتحدة
أقامت الأردن والولايات المتحدة علاقات دبلوماسية في 31 يناير 1949. بعد أكثر من ستة عقود، أصبح الأردن أول بلد عربي يوقع اتفاقية تجارة حرة مع الولايات المتحدة. وتحتل الولايات المتحدة في الوقت الحالي المرتبة الأولى بين الشركاء التجاريين الثلاثة في الأردن، والبرامج المشتركة التنمية الاقتصادية بين البلدين هي الآن من بين أكبر الدول في العالم.
منذ السنوات الأولى من الأردن - الولايات المتحدة. العلاقات، أنشأت كل من البلدين عددا من البرامج الاقتصادية المشتركة. الأردن-الولايات المتحدة. بدأت الشراكة من أجل التنمية الاقتصادية في عام 1952 من خلال برنامج النقاط الرابع للرئيس ترومان. أصبح البرنامج في الأردن فيما بعد ما يسمى الآن بالوكالة الأمريكية للتنمية الدولية (USAID). على مدار ما يقرب من 60 عامًا، دخلت الوكالة الأميركية للتنمية الدولية في شراكة مع الأردن في مجموعة واسعة من المشاريع في مجالات الحفاظ على المياه والرعاية الصحية والتعليم والتدريب والنمو الاقتصادي والحوكمة. تمثل مشاريع الوكالة الأمريكية للتنمية الدولية في الأردن أكبر برنامج مساعدة من نصيب الفرد في الولايات المتحدة في العالم.
مع استمرار نمو الاقتصاد الأردني، الأردن - الولايات المتحدة. الشراآة الاقتصادية إقامة روابط أقوى وترابط اقتصادي. شهدت تسعينات القرن الماضي توقيع عدد من الاتفاقيات الاقتصادية بين الأردن والولايات المتحدة. وكان أحد رواد هذه الاتفاقيات هو الأردن والولايات المتحدة. اللجنة الثنائية، التي عقدت اجتماعها الأول في عام 1994 لتحسين التجارة بين البلدين. الاستثمارات التجارية المصاحبة وتوقيع الأردن-الولايات المتحدة. كانت معاهدة الاستثمار الثنائية (BIT) في عام 1997 تطوراً طبيعياً في العلاقات الاقتصادية المتنامية بين البلدين. في أواخر التسعينات، تعزز الإطار الاقتصادي بين الأردن والولايات المتحدة ولا يزال مستمراً حتى اليوم لتعزيز وحماية التجارة والاستثمار المتبادلين.
ظهور إطار قوي للأردن-الولايات المتحدة. التجارة والاستثمار مجهزة البلدين على الاستفادة من مزيد من الروابط الاقتصادية. كانت إحدى المبادرات الرائدة التي فتحت المزيد من الاقتصادات الأردنية والأمريكية لبعضها البعض هي اتفاقية المناطق الصناعية المؤهلة (QIZ). يمنح هذا الاتفاق المنتجات الخاصة بالوصول إلى الأسواق الأمريكية بدون رسوم أو حصص (تم تأسيس أول منطقة صناعية مؤهلة في الأردن في عام 1998). تفتخر الأردن حاليًا بوجود 13 منطقة صناعية مؤهلة بأكثر من 50 مصنعاً والعديد من مواقع الأقمار الصناعية في جميع أنحاء البلاد.
تأسيس الأردن-الولايات المتحدة. اتفاقية التجارة الحرة (FTA) في عام 2000 هي اتفاقية التجارة الحرة الثالثة للولايات المتحدة وأولها مع دولة عربية. زادت التجارة بسرعة بين البلدين كما يتضح من حقيقة أن التجارة الثنائية نمت خمسة أضعاف في عشر سنوات (تتجاوز حاليا ملياري دولار). تحتل الولايات المتحدة اليوم المرتبة الثانية في قائمة أفضل الوجهات المصدرة في الأردن والثالثة في قائمتها لأهم مصادر الاستيراد. الأردن-الولايات المتحدة. تتضمن اتفاقية التجارة الحرة أيضًا العديد من الأحكام التي تعزز حقوق الملكية الفكرية وقوانين حماية البيئة وحقوق العمال والتجارة الإلكترونية.
في مايو 2011 ، زار جلالة الملك عبد الله الثاني الرئيس الأمريكي باراك أوباما. في هذا الاجتماع، أعرب الزعيمان عن دعمهما لبعضهما البعض، وفي مقابل وعد الملك عبد الله بإصلاحات سياسية واقتصادية في الأردن، وعد أوباما بإرسال ما يقرب من مليار دولار أمريكي من خلال أوبيك، بالإضافة إلى 50 ألف طن متري من القمح، دعم هذه الإصلاحات.
حتى يومنا هذا، تعمل العديد من المنظمات بنشاط لتعزيز وتعزيز العلاقات الاقتصادية بين الأردن والولايات المتحدة. يعمل المكتب الأردني الاقتصادي والتجاري (ECB) منذ عام 1999 ، بهدف رئيسي هو تشجيع الاستثمار والتجارة بين الأردن والولايات المتحدة. في أبريل 2010 ، قام البنك المركزي الأوروبي، بدعم من عدد من الشركاء بتنظيم أول الأردن والولايات المتحدة. منتدى الاستثمار والتجارة. جمع المنتدى أكثر من 400 من كبار الشخصيات الحكومية ورجال الأعمال من الأردن والولايات المتحدة لاستكشاف الفرص الاستثمارية والتجارية الوافرة في الأردن وإقامة شراكات اقتصادية إضافية ستواصل تعزيز الأردن والولايات المتحدة. علاقات. احتفل المنتدى أيضا بالذكرى العاشرة لتوقيع الأردن-الولايات المتحدة. اتفاقية التجارة الحرة، بالإضافة إلى الذكرى الستين للأردن-الولايات المتحدة. العلاقات، وهي شراكة تستمر في النمو حتى يومنا هذا.
اتفاقية التجارة الحرة الأردنية الأمريكية
وقع الأردن والولايات المتحدة الأردن والولايات المتحدة. اتفاقية التجارة الحرة (FTA) في 24 أكتوبر 2000 ، بعد أكثر من 50 عاما من العلاقات الدبلوماسية الإيجابية. في أعقاب اتفاقية التجارة الحرة بين الولايات المتحدة وإسرائيل (1985) واتفاقية التجارة الحرة لأمريكا الشمالية (NAFTA ، 1994) ، فإن اتفاقية التجارة الحرة بين الأردن والولايات المتحدة هي اتفاقية التجارة الحرة الثالثة للولايات المتحدة وأولها مع دولة عربية. دخلت الاتفاقية حيز التنفيذ في 17 ديسمبر 2001 ، وبدأت بتخفيض تدريجي للرسوم الجمركية في السلع والخدمات المتداولة بين الأردن والولايات المتحدة على مدى فترة انتقالية مدتها عشر سنوات. باستثناء بعض البنود، تم تحرير التجارة بين البلدين بالكامل منذ 1 يناير 2010.
بالإضافة إلى إلغاء الرسوم الجمركية، الأردن - الولايات المتحدة. تتضمن اتفاقية التجارة الحرة العديد من الأحكام التي تعزز حقوق الملكية الفكرية وقوانين حماية البيئة وحقوق العمال والتجارة الإلكترونية في كلا البلدين. علاوة على ذلك، هناك اتفاقيات أخرى بين الولايات المتحدة والأردن مثل نظام الأفضلية المعمم (منح وصول معفاة من الرسوم الجمركية لمنتجات النسيج الفلكلوري الأردني التي تلوح في الأفق، إلى الولايات المتحدة) والمناطق الصناعية المؤهلة (منح الوصول إلى الرسوم والحصص للمنتجات التي تدخل الولايات المتحدة من مناطق محددة تحديدًا) تشجع على زيادة التبادل الاقتصادي بين البلدين.